# Еміль Лубе
Еміль Франсуа Лубе (фр. Émile François Loubet фр.: [emil lubɛ]; 1838—1929) — французький політичний діяч і 8-й президент Франції.

## Ранні роки
Еміль Лубе народився 30 грудня 1838 року у родині землевласника і мера Марсанна (департамент Дром). Прийнятий у 1862 році до паризької адвокатури, наступного року він захистив докторську дисертацію з права. Студентом він став свідком великого тріумфу Республіканської партії в Парижі на загальних виборах у 1863 році, під час Другої французької імперії. Він влаштувався працювати в Монтелімарі, де в 1869 році одружився з Марі-Луїзою Пікар. Він також успадкував невеличкий маєток в Гриньяні.

## Політична кар'єра
У кризу 1870 року, яка призвела до кінця імперії, Лубе став мером Монтелімара, і з цього часу був послідовним прихильником Леона Гамбетти. Обраний у палату депутатів у 1876 році від Монтелімара, він був одним з тих 363 депутатів, які 16 травня 1877 року прийняли вотум недовіри кабінету герцога де Брольї.
На загальних виборах у жовтні він був переобраний; його місцева підтримка збільшилась через те, що уряд позбавив його посади мера. У палаті він особливо займався освітою, борючись з клерикальною системою, встановленою Альфредом Фаллу, і працюючи на створення вільного, обов'язкового і світського початкового навчання. У 1880 році він став президентом відомчої ради в Дромі. Його підтримка другого кабінету Жуля Феррі і прагнення до колоніальної експансії Франції надали йому велику вагу в помірній Республіканській партії.
Він увійшов до сенату у 1885 році, і був міністром громадських робіт у кабінеті П'єра Тірара з грудня 1887 року по березень 1888 року. У 1892 році президент Саді Карно, який був його особистим другом, попросив його сформувати кабінет. Лубе отримав портфель міністра внутрішніх справ разом з постом прем'єр-міністра. Йому довелося мати справу зі злочинами анархістів того року і з великим страйком у Кармо. У страйку він виступив як арбітр і надав рішення, яке в багатьох колах було сприйнято як надто сприятливе для страйкарів.
У листопаді почалися викриття щодо зловживань Панамської компанії. Лубе заявив, що ображений підозрами у його неупередженості і не може більше стояти на чолі кабінету. Однак він зберіг за собою портфель внутрішніх справ у новому кабінеті Олександра Рібо, що утворився 7 грудня 1892 року, але вже в січні 1893 року вийшов у відставку.

## Президент Французької Республіки (1899—1906)

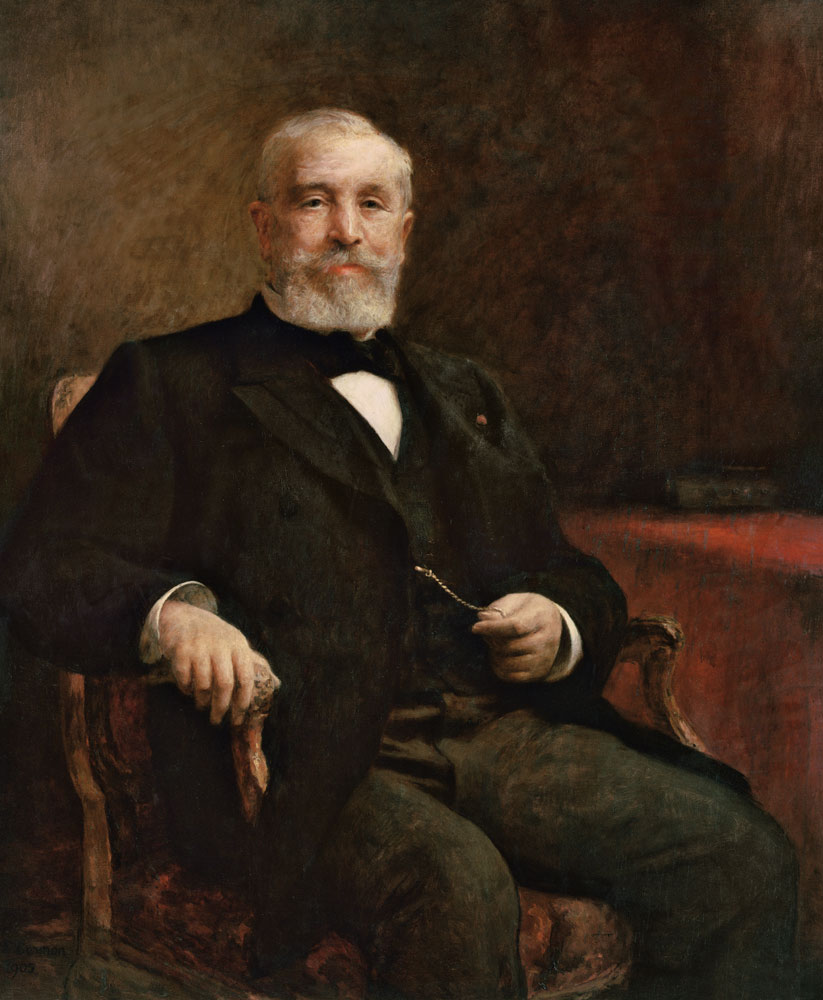
Портрет Лубе

Репутація Лубе забезпечила йому в 1896 році головування у Сенаті. Після смерті Фелікса Фора Лубе в лютому 1899 року був обраний 483 голосами президентом республіки. Його єдиний серйозний конкурент Жуль Мелін отримав 279 голосів.
Його обрання президентом збіглося з розпалом боротьби у справі Дрейфуса. В день поховання президента Фора монархісти та націоналісти невдало спробували повалити чинну у Франції політичну владу. Під час кінних перегонів у Отеї у червні антидрейфусар вдарив президента тростиною по голові. У тому ж місяці Лубе доручив Вальдеку-Руссо сформувати кабінет. Зусиллями Лубе і Вальдека-Руссо справу Дрейфуса було залагоджено — коли Дрейфус був вдруге засуджений військовим судом в Ренні, Лубе дарував йому помилування.
Під час каденції Лубе гостро постало клерикальне питання. В квітні 1905 року французький посол був відкликаний з Ватикану, а в липні відокремлення церкви від держави було проголошено палатою депутатів. Між Францією і Великою Британією погіршилися відносини через взаємну критику стосовно Другої англо-бурської війни і справи Дрейфуса. Розбіжності були залагоджені укладенням англо-французької угоди у 1904 році, яка закріпила визнання французьких претензій у Марокко в обмін на невтручання в британську окупацію Єгипту. Лубе відкривав виставку в Парижі 1900 року, прийняв російського імператора Миколу II у вересні 1901 року і зробив візит до Росії в 1902 році. Він також обмінявся візитами з королем Едуардом VII, з королем Португалії, королем Італії та королем Іспанії. Під час візиту короля Іспанії в 1905 році було вчинено невдалий замах на його життя — під екіпаж кинули бомбу, коли він їхав з опери Гарньє в палац Орсе. Коли його каденція закінчилася в січні 1906 року, він став першим президентом Третьої республіки, термін повноважень якого закінчився природним чином з передачею повноважень обраному наступникові. У 1904 році король Оскар II призначив його лицарем норвезького лева.